# Cooper Union
The Cooper Union for the Advancement of Science and Art (Cooperova unie pro rozvoj vědy a umění), běžně známá jako Cooper Union a neformálně označovaná zejména v 19. století jako Cooperův institut, je soukromě financovaná vysoká škola na Cooper Square ve čtvrti East Village na Manhattanu v New Yorku. Popud k jejímu založení přišel v roce 1830, kdy se Peter Cooper dověděl o státem podporované École Polytechnique ve Francii; k založení došlo v roce 1859. Škola představovala radikálně novátorský model amerického vysokého školství, spočívající na přesvědčení zakladatele Petera Coopera, že vzdělání na úrovni nejlepších současných technických škol musí být přístupné všem, kteří splňují předpoklady bez ohledu na rasu, náboženství, pohlaví, majetek či společenské postavení, a musí být otevřené a bezplatné pro všechny. Cooper Union původně poskytovala svým přijatým studentům výuku zdarma a když byl v roce 1902 zaveden čtyřletý studijní program, škola nabídla všem přijatým studentům stipendium k plné úhradě školného. Poté, co škola prodělala vlastní finanční krizi, rozhodla se od podzimu 2014 tento program zrušit. Každý příchozí student získává prospěchové stipendium ve výši nejméně poloviny školného plus další finanční podporu od školy v různé výši až do plné úhrady nákladů studia (která se přiznává značné části studentů) podle hmotných potřeb studenta. V roce 2015 byla u nejvyššího soudu státu New York uzavřena dohoda o ustavení Výboru pro bezplatné vzdělání s úkolem předložit do 15. ledna 2018 strategický plán k projednání správní radou školy, která o něm má hlasovat na zasedání v březnu 2018, jímž se má škola vrátit k udržitelnému modelu bezplatné výuky.
Škola (college) se skládá ze tří fakult (schools):
- fakulty architektury Irwina S. Chanina (Irwin S. Chanin School of Architecture),
- fakulty umění (School of Art)
- fakulty inženýrství Alberta Nerkena (Albert Nerken School of Engineering).

Poskytuje bakalářské a magisterské studijní programy výhradně v oborech architektury, výtvarného umění a inženýrství. Je členem Akreditační komise v inženýrských a technických oborech (Accreditation Board for Engineering and Technology, ABET) a Sdružení nezávislých škol umění a designu (Association of Independent Colleges of Art and Design, AICAD). V roce 2017 zařadil časopis U.S. News and World Report Cooper Union na první místo v kategorii regionálních vysokých škol – sever. 
Do roku 2014 byla Cooper Union jednou z mála amerických vysokých škol, které nabízely každému přijatému studentovi stipendium plně hradící náklady studia v hodnotě zhruba 150 000 USD v cenách roku 2012. Cooper Union je po celou dobu své existence jednou z nejvýběrovějších vysokých škol v USA s podílem přijatých uchazečů zpravidla pod 10%. Zčásti právě díky podílu přijatých uchazečů 9% na podzim 2010 ji časopis Newsweek označil za "nejvyhledávanější malou školu" a sedmou nejvyhledávanější školu vůbec.

## John Hejduk
Absolventem školy (1947–1950) a později dlouholetým pedagogem (1964–2000) a děkanem fakulty architektury Irwina S. Chanina (1975–2000) byl John Hejduk, architekt a pedagog s českými kořeny. Je rovněž autorem přestavby budovy Cooper Union Foundation na 7 East 7th Street v letech 1968–1974.

## Galerie

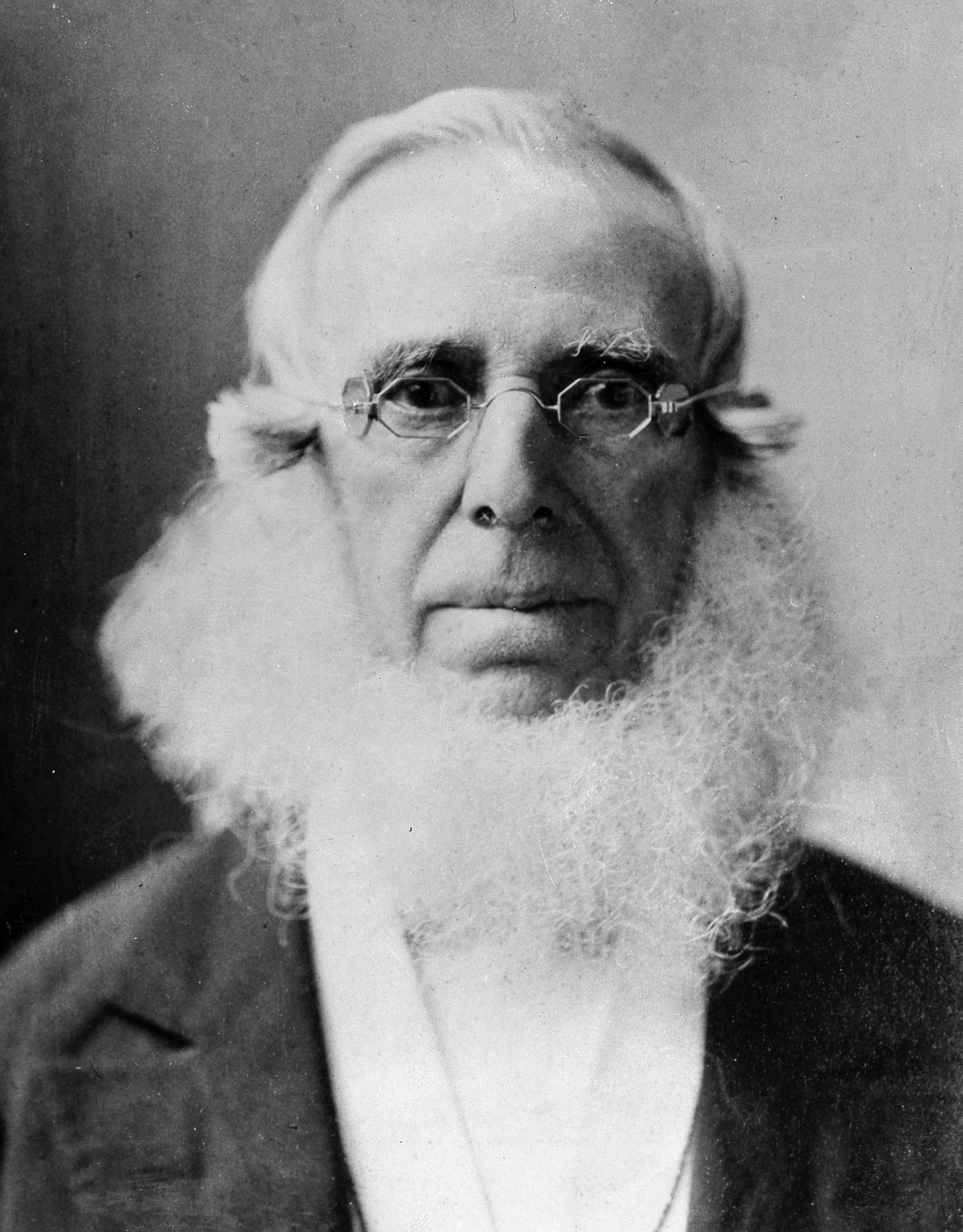
Zakladatel školy Peter Cooper
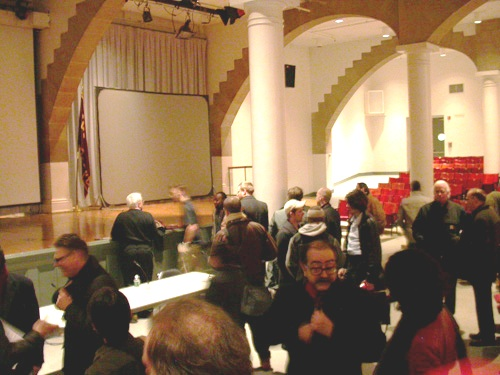
Velký sál
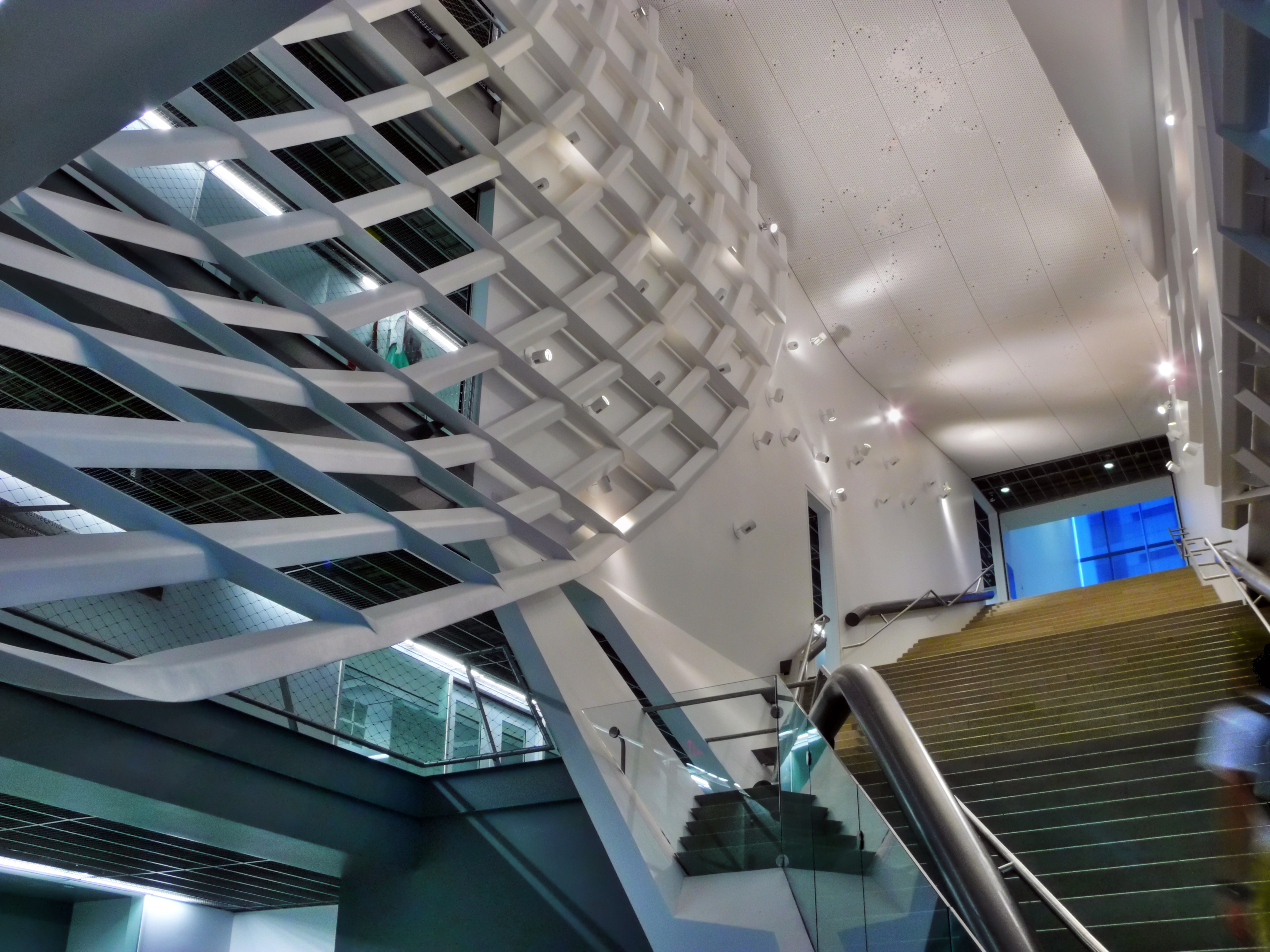
Hlavní atrium a schodiště budovy 41 Cooper Square
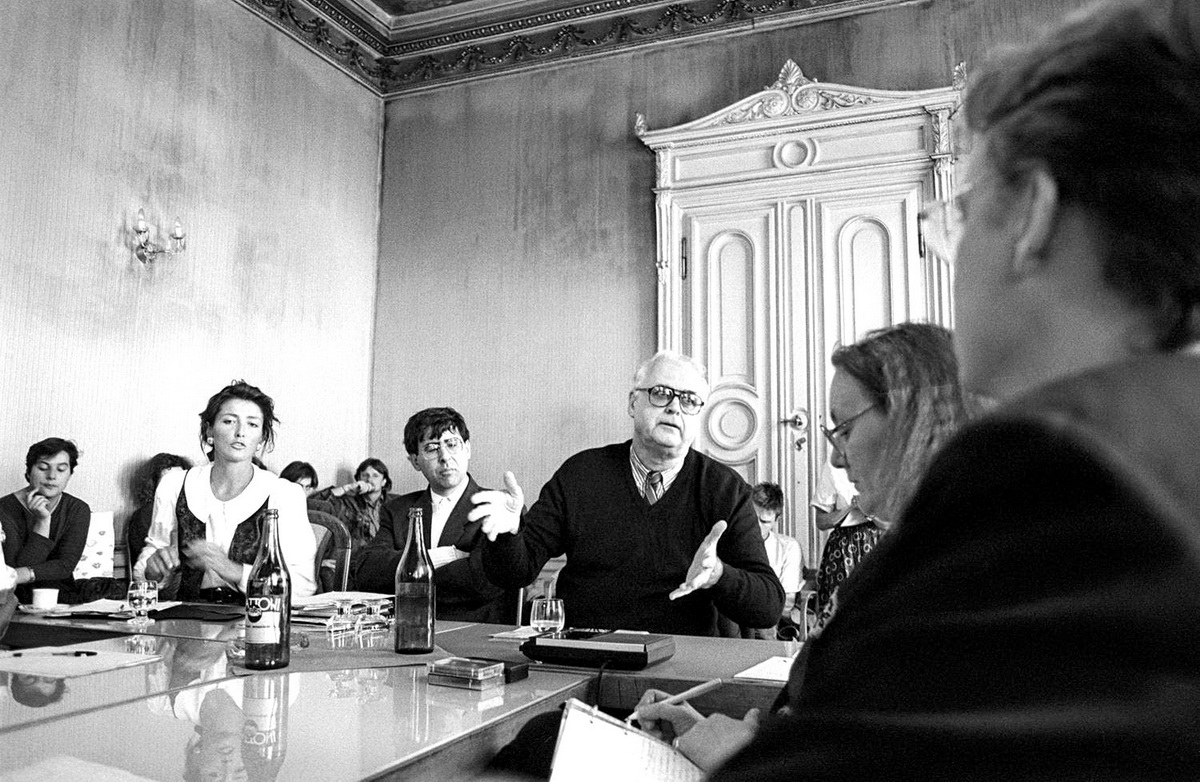
John Hejduk, děkan fakulty architektury Irwina S. Chanina během své přednášky v Praze dne 6. září 1991